# Randy Piper
William Randall Piper (né le 13 avril 1953) est un guitariste américain, surtout connu comme cofondateur et premier guitariste du groupe de hard rock et heavy metal W.A.S.P.

## Biographie

### Jeunesse
Né à San Antonio, au Texas, Piper grandit en écoutant les disques d'Elvis Presley et en regardant tous les films dans lesquels Presley a joué. Inspiré par son héros, Piper commence à jouer de la guitare acoustique à l'âge de 10 ans. Alors qu'il est encore au lycée, Piper ouvre un magasin de disques à Long Beach, en Californie, appelé Wheatstone Bridge. En 1978, Piper ouvre un local de répétition et d'enregistrement appelé Magnum Opus Studios à Buena Park, en Californie.[réf. nécessaire]

### W.A.S.P.
En 1977, Piper rencontre un autre musicien local nommé Blackie Goozeman (plus tard connu sous le nom de Blackie Lawless) au Starwood à West Hollywood ; ils se lient d'amitié et commencent à enregistrer des démos au Magnum Opus Studio de Piper. Piper rejoint le groupe Sister de Blackie en tant que guitariste principal avec Joey Palemo (basse) et Jimi Image (batterie) après le départ du guitariste original. Lawless change plus tard le nom du groupe en Circus Circus, prétendument après avoir assisté à plusieurs représentations du Ringling Bros. and Barnum and Bailey Circus.
Circus Circus devient W.A.S.P. en 1982. Les concerts du groupe comprenaient des panneaux en feu, des pieds de micro faits d'énormes chaînes et des filles dansant dans des cages. L'un des décors les plus tristement célèbres présentait l'illusion de rats vivants alimentés directement dans un hachoir à viande, tandis que le groupe jetait du bœuf haché et du foie de poulet dans le public. Les groupes de défense des droits des animaux se sont rapidement sentis offensés.[réf. nécessaire]

### Animal
À la fin de l'année 1985, après la sortie de second album de WASP, Piper décide de quitter le groupe et jouer brièvement aux côtés d'Alice Cooper. Il forme peu de temps après le groupe Animal en 1988, avec lequel il sort notamment deux albums, Violent New Breed en 2006 et Virus en 2008,. Le groupe embarque entretemps dans une tournée européenne en commençant le 25 mai 2007 à Stockholm, en Suède. Cette même année, il annonce la sortie du DVD The Animal in Me qui comprend des archives du groupe depuis sa création en 1988 jusqu'à 2007. En février 2009, Chris Laney quitte Animal afin de poursuivre sa carrière solo.

### Where Angels Suffer
En 2010, Randy Piper forme un autre groupe, Where Angels Suffer (WAS), en 2010. À la sortie du seul et unique album de ce groupe en date, Purgatory, la même année, Randy Piper est accusé par les fans d'avoir repris intégralement les premières chansons de son ancien groupe W.A.S.P., ce qu'il ne nie pas,.

## Discographie

### Sous W.A.S.P.
- 1984 : W.A.S.P.
- 1985 : The Last Command

### Sous Animal
- 2003 : 900 lb. Steam
- 2006 : Violent New Breed
- 2008 : Virus

### Sous WAS
- 2010 : Purgatory